# Públio Cornélio Cipião (cônsul em 56)
Públio Cornélio Lêntulo Cipião (em latim: Publius Cornelius Lentulus Scipio) foi um senador romano eleito cônsul em 56 com Quinto Volúsio Saturnino. Era filho de Públio Cornélio Lêntulo Cipião, cônsul sufecto em 24, e meio-irmão de Públio Cornélio Cipião Asiático, cônsul sufecto em 68.